# Karl-Heinz Braun (Pädagoge)
Karl-Heinz Braun (* 1948) ist ein deutscher Pädagoge und Hochschullehrer in Magdeburg.
Karl-Heinz Braun studierte Politikwissenschaften und Erziehungswissenschaften an der Philipps-Universität Marburg. Früh engagierte er sich für die Entwicklung und Verbreitung der Kritischen Psychologie an der Seite von Klaus Holzkamp.
Nach verschiedenen Vertretungsprofessuren für Politikwissenschaften, Psychologie und Pädagogik wurde er 1993 Professor für Sozialpädagogik/Erziehungswissenschaft der Hochschule Magdeburg-Stendal.

## Schriften
- mit Klaus Holzkamp (Hrsg.): Kritische Psychologie. 2 Bände. 1977.
- Einführung in die Politische Psychologie. 1978.
- Kritik des Freudo-Marxismus. 1979.
- (Hrsg.): Materialistische Pädagogik. 1980.
- Genese der Subjektivität. 1982.
- mit D. Wunder (Hrsg.): Neue Bildung – Neue Schule. Wolfgang Klafki zum sechzigsten Geburtstag. 1987.
- mit G. Gekler, K. Wetzel: Subjekttheoretische Begründungen sozialarbeiterischen Handelns. 1989.
- mit K. Müller, R. Odey (Hrsg.): Subjektivität Vernunft Demokratie. Analysen und Alternativen zur konservativen Schulpolitik. 1989.
- mit A. Dick, R. Odey, C. Schulmerich (Hrsg.): Konturen moderner Erziehungswissenschaft und Bildungspolitik. Ein Quellenband zur bundesdeutschen Schulreform 1965-1990. 1990.
- mit H.-H. Krüger (Hrsg.): Pädagogische Zukunftsentwürfe. Wolfgang Klafki zum siebzigsten Geburtstag. 1997.
- B. Dobesberger, G. Rammer, K. Wetzel (Hrsg.): Lernort Kinderfreunde. 1998.
- mit K. Wetzel: Sozialpädagogisches Handeln in der Schule. 2000.
- mit K. Wetzel, B. Dobesberger, A. Fraundorfer: Handbuch Methoden der Kinder- und Jugendarbeit. 2005.
- mit K. Wetzel: Soziale Arbeit in der Schule. 2006.
- mit P. Becker, J. Schirp (Hrsg.): Abenteuer, Erlebnisse und die Pädagogik. 2007.
- mit Wolfgang Klafki: Wege pädagogischen Denkens. Ein autobiografischer und erziehungswissenschaftlicher Dialog. München, 2007.